# 威灵顿站
威灵顿站（英語：Wellington station）位于马萨诸塞州梅德福市，是马萨诸塞湾交通局地鐵橙线车站。车站位于里维尔海滩公园大道（马萨诸塞州16号公路）上，马萨诸塞州28号公路路口的东侧不远处。威灵顿站是一座停车换乘多式联运车站，配有超过1300个停车位,是10条公交线的终点站。车站地产（Station Landing）综合开发区有大量住宅、零售商店和额外的停车场，通过架空走道与车站相连。
威灵顿车辆厂是橙线最主要的车辆检修和维护设施，紧邻车站而建，维护厂占地125,000平方英尺（11,600平方），可同时容纳3.5辆拥有6节车厢的列车。

## 历史

### 波士顿至缅因铁路车站
1845年，波士顿至缅因铁路公司在梅德福东侧兴建了西部干线，通往梅德福广场的梅德福线于1847年开通。 威灵顿站位于埃弗里特的第五街和第六街之间，是两条线的换乘站。
20世纪20年代的威灵顿站是一座两层木质车站。波士顿至缅因铁路停运后，仅梅德福线停靠在此。1957年10月1日，梅德福线停运后，车站关闭。

### 现代车站

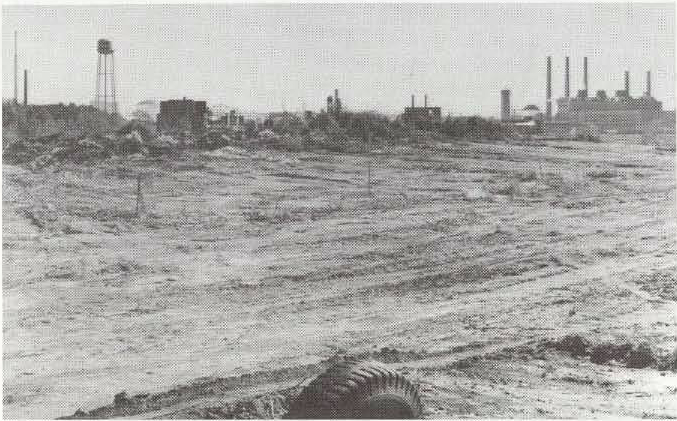
1972年，车站重建开工前

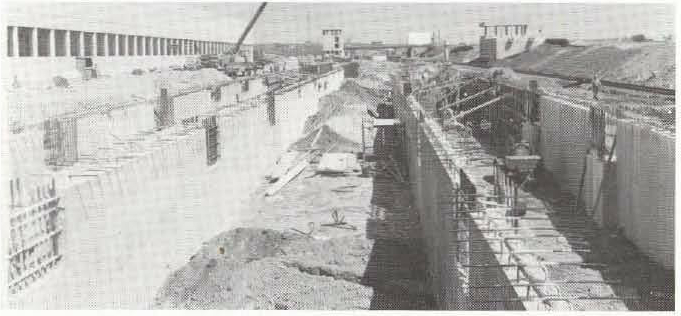
1973年车站站台地基建设

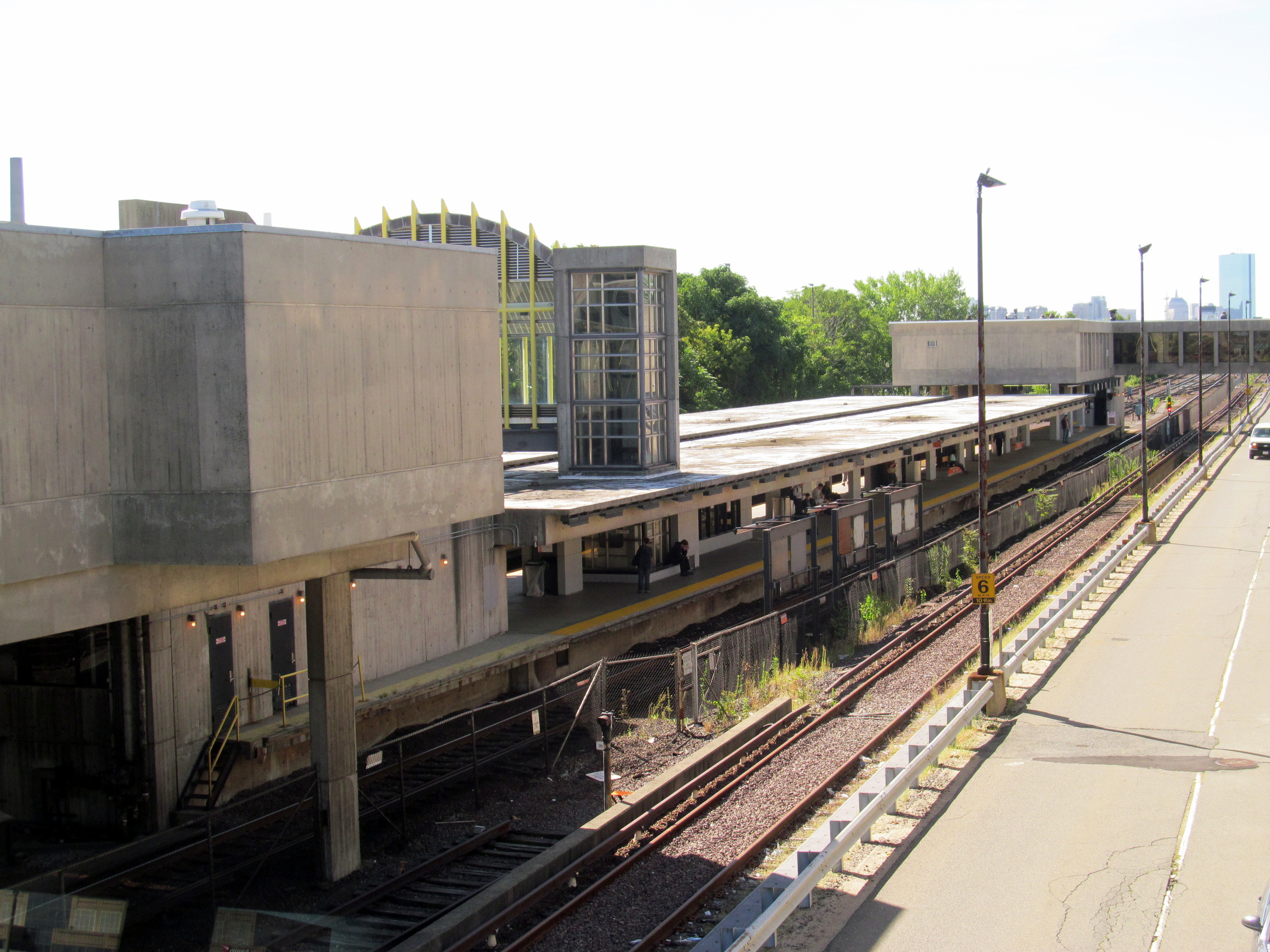
从架空走廊看去的威灵顿站

华盛顿街高架所有车站同时建造，并且设计样式相仿，然而查尔斯顿高架靠近波士頓灣和米斯蒂克河河口，长期受到海风吹拂，加速腐蚀。同时当地居民对高架车站建设并不欢迎，他们认为高架车站及轨道产生大量噪音，并且遮住干道上的阳光。20世纪60年代，经商讨决定不建造高架轨道，同时建造隧道也过于昂贵。
因此，橙线的干草市场北延长线工程在波士顿市中心干草市场站附近采用下穿隧道，经过波士顿北站和查尔斯河到达社区大学附近的隧道入口，通过出入口到达地面。线路沿着黑弗里尔线通勤铁路线建设，降低征地困难。
在60年代中期规划过程中，马萨诸塞湾交通局认为位于废弃车站南边，占地40英亩的威灵顿垃圾场是建造东梅德福地区车站的最佳地点。新地点不仅有足够空间建造停车场和公交换乘，同时可以建造车辆维护厂，离16号公路和28号公路也很近。
1975年7月 5日，威灵顿车辆厂竣工，随后9月6日车站和干草市场北延线二期工程竣工。沙利文广场站和社区大学站均为高架车站拆除后的替代车站，而威灵顿站是橙线第一座新设立的车站，服务于曾经从未有地铁的社区。 威灵顿站成为当时橙线的终点站，1975年12月27日，橙线继续向北延长至莫尔登中心站，1977年3月20日延长至橡树林站。
1981年1月1日至12月16日期间由于财政紧缩，莫尔登中心站和橡树林站在周日关闭。威灵顿站在周日成为橙线北部终点站。
最初建造时，威灵顿站并没有按無障礙環境设计。1991年马萨诸塞湾交通局开始对威灵顿站和沙利文广场站安装电梯。

### 开发

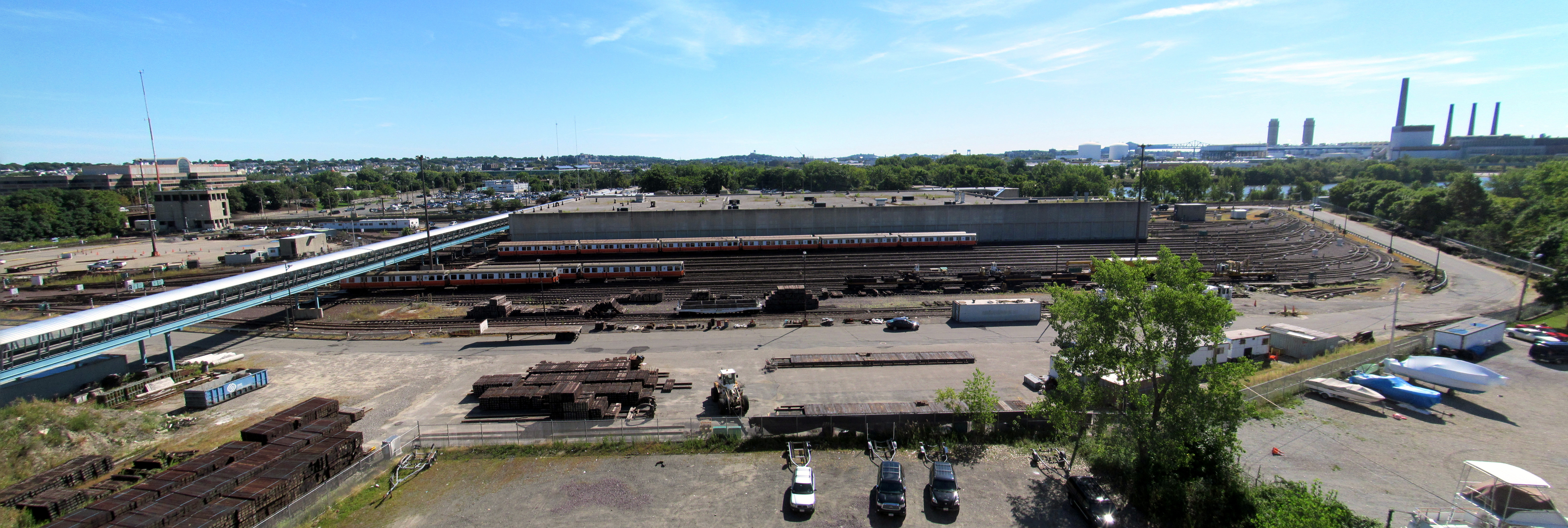
威灵顿车辆厂呈扁平状，其上方空间可供开发

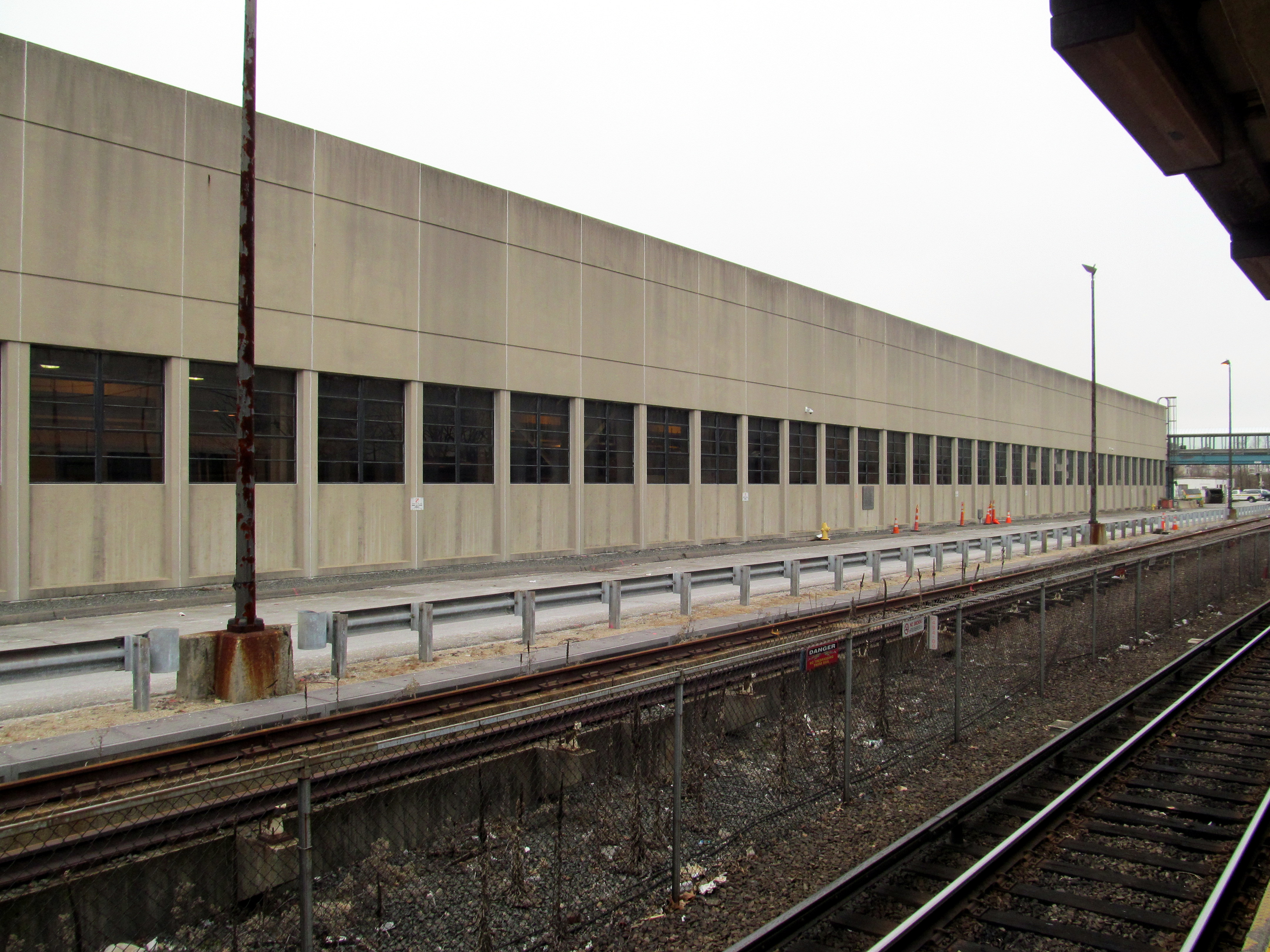
威灵顿车辆厂，1975年投入使用

1969年，兼任市长和州代表的约翰·麦格琳（John McGlynn）出资赞助两笔在车站和16号公路上方的开发项目。同年，梅德福市政收到马萨诸塞湾交通局的协议书，同意在轨道上方建造停车楼和维护设施，以便腾出空地开发其他地产。
在市政完成对人口分布和土地利用方面的分析后，马萨诸塞州公共事业部和联邦公路管理局主持会议，探讨威灵顿站上可能的分开发项目，分别为住宅地铁站、住宅地铁停车楼或购物中心、办公楼、住宅、疗养院和车库集一身的综合体。这项规划也计划对16/28号公路路口进行改造，打造成立交桥。
1981年最终环境影响评定希望在车辆厂上方建造停车楼，车辆厂和28号公路间的零售购物区建造额外停车场，原有的停车场上建造酒店和办公楼，16/28公路路口建造公寓和疗养院，16号公路变成下穿公路，改进通往车站停车场道路。
然而，只有部分开发项目得以实施，对路口的改进没有一项落实。20世纪90年代，最先建起的是东北角的办公楼，然后1997年在威灵顿车辆厂西侧建起停车楼。马萨诸塞湾交通局同意对1350个车位中的950个签署15年租赁合同，后来交通局收购了其中600个车位，剩余的返还给开发商。车站地产（Station Landing）综合体被视为新都市主義，遵从公共交通导向型开发，大部分建筑在那个时间段开始建造，于2012年竣工。综合体为12层大楼，共有600户公寓，配有125,000平方英尺（11,600平方）的零售区和多达1900个车位。正对着米斯提克河的部分土地改建成公园，首条威灵顿绿道长达1.3英里（2.1），其四分之三在2012年11月开放，由马萨诸塞州环境信托基金和开发商Preotle, Lane & Associates赞助，沿着黑弗里尔线堤坝和吊桥修建。

### 捷运系统
1996年5月，车站地产与车站之间开始修建旅客捷運系統，1997年10月，捷运系统竣工，耗资290万美元。该旅客接运系统是一座长达760英尺（230）的水平电梯，预计每天运送1000人往返，最大行驶速度为25 mph（40 km/h），单程耗时55秒。

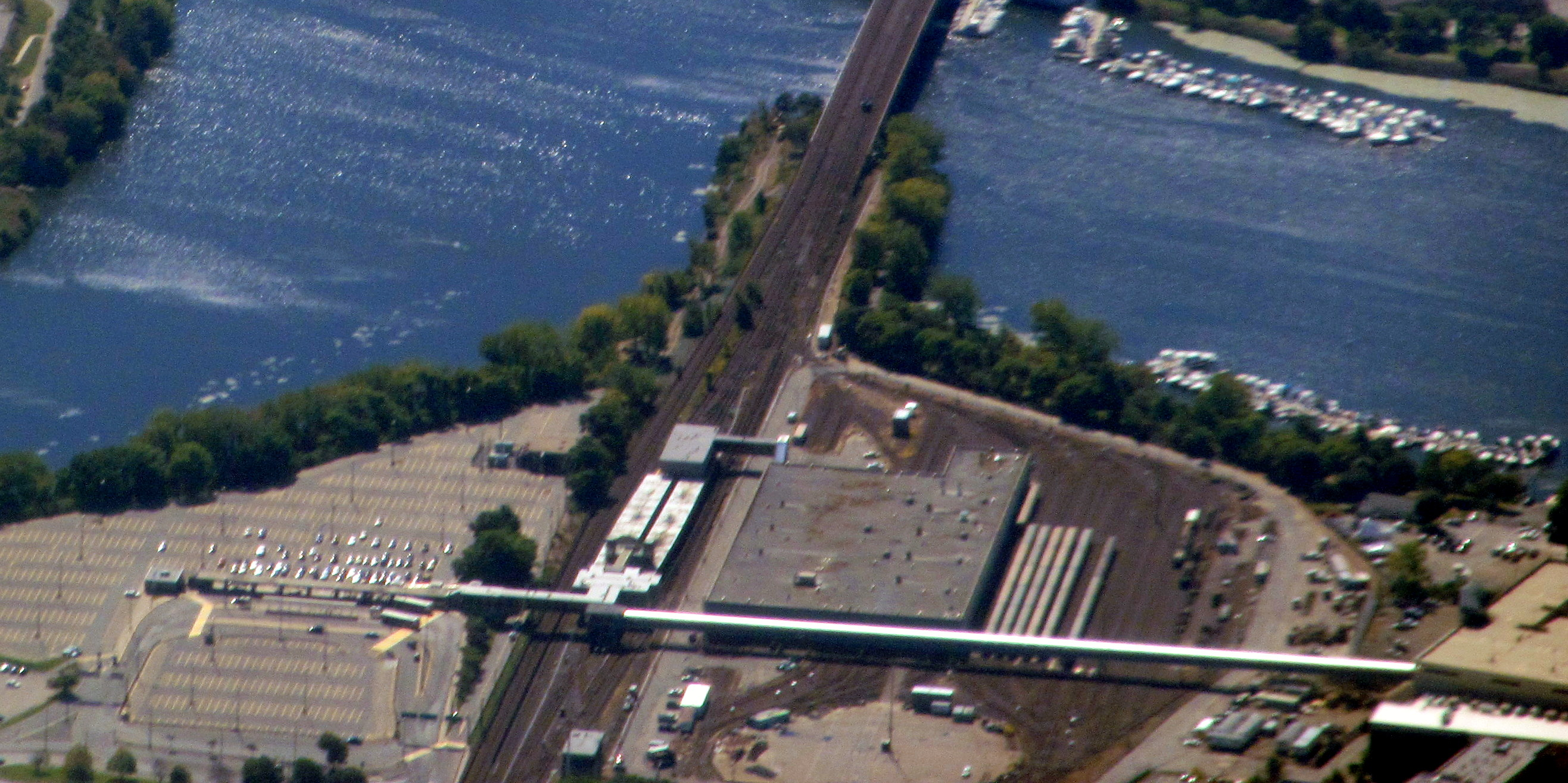
威灵顿站2012年鸟瞰图，途中为2006年建的步道桥

该旅客捷运系统由波马-奧的斯运输系统公司建造，该公司为 波马公司和奧的斯電梯公司合资成立，捷运有两个独立的缆车组成，行驶在平行的轨道上。奧的斯公司生产的其他捷运浮在气垫上，而本系统是奧的斯公司生产的第一个在钢轨上运行的捷运。缆车车厢设有8个座位，最多承载45名旅客，最大载重量7,200英磅（3,300），每小时单一方向可运送1600人。
然而该捷运系统机械故障频繁，维护费用高昂，可靠性低。经常故障导致乘客对此怨声载道，2004年调查显示91%的用户认为应该替换成步道减少麻烦。
2006年8月，运行不满10年的捷运被拆除，替换成全遮挡的人行步道，建造施工期间摆渡车往返于车站和住宅区。新的步道耗资300万美元，于2007年3月启用。

## 车站结构
| 夹层          | 夹层               | 检票口及架空走道         |
| G 街道/站台层 | 南行               | 往森林山 （组装厂）      |
| G 街道/站台层 | 岛式月台，左侧开门 |                          |
| G 街道/站台层 | 北行               | 往橡树林 （莫尔登中心）  |
| G 街道/站台层 | 岛式月台，右侧开门 |                          |
| G 街道/站台层 | 北行               | 无常规客运服务           |
| G 街道/站台层 | 地面               | 出入口、停车场及乘车设施 |

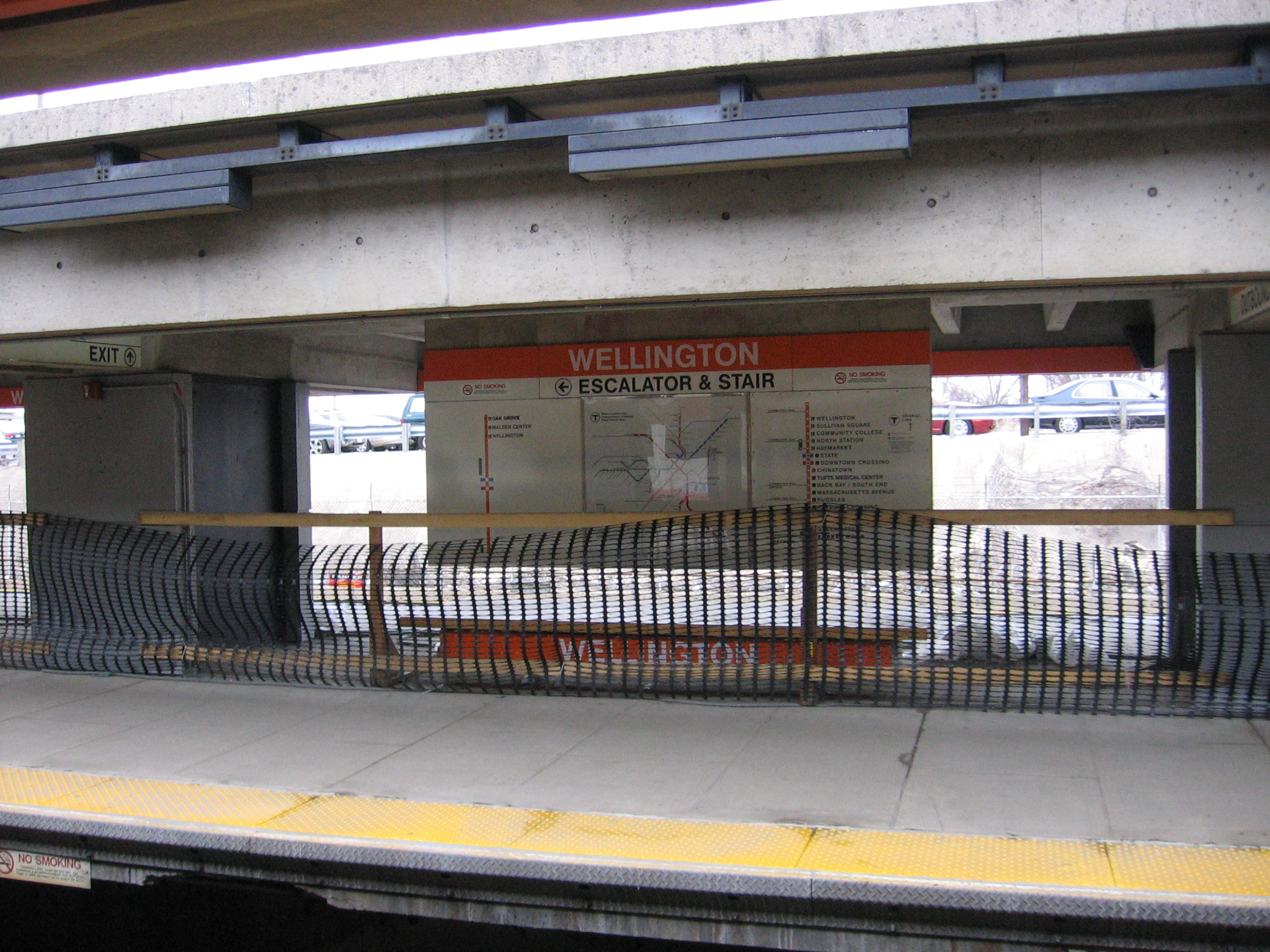
2011年对东侧站台翻修

威灵顿站有两座島式月台和三股轨道。西侧的站台可乘坐所有方向橙线列车，东侧站台仅能乘坐出城方向列车。第三条轨道建造时为快线预留，然而橙线延长线终点从雷丁站缩减至橡树林站后，不再计划安排快线列车。
威灵顿站的停车楼位于28号公路上，通往车站的架空走道和收费站位于停车楼三楼，汽车一次性最多可连续停放10天。2010年，这个8层的停车场被分成两部分，停车费每年都在变化，但低层收费比高层的更贵。
威灵顿站是无障碍车站，其配套的停车场、停车楼和公交站均为无障碍设施。车站不紧靠住宅区，行人到访车站需要横跨16号公路或28号公路。